# Piesendorf
Piesendorf település Ausztriában, Salzburg tartományban a Zell am See-i járásban található. Területe 50,97 km², lakosainak száma 3 778 fő, népsűrűsége pedig 74 fő/km² (2014. január 1-jén). A település 785 méteres tengerszint feletti magasságban helyezkedik el.
A település részei:
- Aufhausen (589 fő, 2011. október 31-én[3])
- Hummersdorf (147)
- Piesendorf (2021)
- Walchen (1007)

## Fordítás
Ez a szócikk részben vagy egészben  a   Piesendorf című angol Wikipédia-szócikk ezen változatának fordításán alapul.  Az eredeti cikk szerkesztőit annak laptörténete sorolja fel. Ez a jelzés csupán a megfogalmazás eredetét és a szerzői jogokat jelzi, nem szolgál a cikkben szereplő információk forrásmegjelöléseként.